# Doček Nove godine
Doček Nove godine globalno je rasprostranjena proslava kojom se obilježava kraj tekuće i početak nove kalendarske godine. Tradicionalno se slavi 31. prosinca, odnosno na Staru godinu ili Silvestrovo, i traje do ranih jutarnjih sati 1. siječnja.

## Povijest
Tradicija proslave Nove godine seže još u doba drevnih civilizacija. Babilonci su prije više od 4000 godina slavili Novu godinu tijekom proljetnog ekvinocija u mjesecu nisanu. Rimljani su isprva slavili Novu godinu 1. ožujka, a od 153 pr. Kr. slavi se 1. siječnja, da bi Gaj Julije Cezar 46. godine pr. Kr. reformom kalendara ustanovio 1. siječnja kao početak nove godine.

## Običaji i tradicije
Doček Nove godine obilježavaju brojni univerzalni običaji:

### Novogodišnji televizijski program
Tipičan novogodišnji televizijski program obično uključuje: glazbene emisije s nastupima popularnih izvođača, specijalizirane novogodišnje emisije s voditeljima i glazbenim gostima, prijenos dočeka iz većih gradova, zabavne emisije i kvizove s novogodišnjom tematikom, snimke koncerata te popularne filmove i televizijske serije pogotovo one s temom Nove godine.

### Proslave na trgovima
Proslava Nove godine na gradskim trgovima tradicionalni je način dočeka koji okuplja tisuće ljudi u gradskim središtima diljem svijeta. Ovaj običaj postao je posebno popularan tijekom 20. stoljeća, a danas predstavlja jedan od najprepoznatljivijih oblika javnog slavlja. Središnja mjesta novogodišnje proslave u Hrvatskoj su: Trg bana Jelačića u Zagrebu, Riva u Splitu, Korzo u Rijeci, Stradun u Dubrovniku, Trg Ante Starčevića u Osijeku i dr. Među najpoznatijim mjestima novogodišnje proslave u svijetu su: Times Square u New Yorku, Trafalgar Square u Londonu, Elizejske poljane u Parizu, plaža Copacabana u Rio de Janeiru i Brandenburška vrata u Berlinu.

### Proslave u restoranima
Organizirana proslava u restoranima podrazumijeva unaprijed pripremljen program koji najčešće uključuje: svečanu večeru s više slijedova degustacijskoga menija, glazbeni program uživo, dekoraciju prostora u novogodišnjem stilu i šampanjac u ponoć. Rezervacije za novogodišnju proslavu u restoranima obično počinju nekoliko mjeseci unaprijed. 

### Odbrojavanje
Središnji dio proslave je odbrojavanje posljednjih sekundi stare godine, nakon čega slijedi proslava u ponoć. Ovaj trenutak često prate vatrometi, zdravice i čestitanja.
Ekvatorski otoci (dio Kiribatija), Samoa i Tonga, u Tihom oceanu, prva su mjesta na kojima se dočekuje Nova godina, dok su Američka Samoa, otok Baker i otok Howland (dio Malih udaljenih otoka Sjedinjenih Američkih Država) zadnji.

### Vatromet
Spektakularni vatrometi postali su nezaobilazan dio novogodišnje proslave u gradovima širom svijeta. Posebno su poznati vatrometi u Sydneyu, Hong Kongu, Londonu i New Yorku. U novije vrijeme umjesto vatrometa uvodi se laserski svjetlosni show u nekim gradovima. Među prvima u Hrvatskoj su ga uveli Čazma i Rovinj.

### Novogodišnje odluke
Donošenje novogodišnjih odluka je običaj kojim ljudi postavljaju osobne ciljeve i planove za nadolazeću godinu. Novogodišnja odluka je tradicija, najčešća u zapadnom svijetu., ali također i u istočnom svijetu, u kojoj osoba odlučuje nastaviti s dobrim praksama, promijeniti neželjenu osobinu ili ponašanje, postići osobni cilj ili se na neki drugi način poboljšati ponašanje na početku kalendarske godine.

### Proslave u podne
Općina Fužine u Gorskom kotaru ima tradiciju proslave Nove godine organiziranjem dočeka u podne 31. prosinca umjesto uobičajenog dočeka u ponoć. Nastala je kao ideja, da ljudi proslave doček Nove godine dva puta. U posljednje vrijeme, veći broj gradova organizira dječji doček Nove godine u podne.

## Proslave u svijetu
Način proslave varira ovisno o kulturnoj tradiciji i geografskom položaju: U Španjolskoj postoji običaj jedenja 12 zrna grožđa u ponoć, a u skandinavskim zemljama često se organiziraju velike baklje i lomače.
U Kini se Kineska nova godina slavi kasnije u siječnju. Nova godina se ne slavi 1. siječnja ni u Indiji, Južnoj Koreji, Iranu i Saudijskoj Arabiji. U Japanu se tradicionalno jede „toshikoshi soba” - rezanci od heljde koji simboliziraju dug život.
Times Square u New Yorku postao je simbol proslave s tradicionalnim spuštanjem kristalne kugle. U Kanadi su popularne proslave na otvorenom unatoč hladnoći.

## Kulturni i gospodarski značaj
Novogodišnje proslave kao i proslave za vrijeme adventa i Božića imaju značajan ekonomski utjecaj kroz: povećanu potrošnju u ugostiteljstvu, turističke posjete i putovanja, prodaju pića i hrane te organizaciju javnih događanja.
Proslave Nove godine zahtijevaju posebne sigurnosne mjere kroz pojačano prisustvo policije i hitnih službi, regulacija prometa u gradskim središtima, posebne dozvole za korištenje pirotehničkih sredstava i organizaciju javnog prijevoza.

## Galerija
- Ukrasi za Novu godinu.
- Vatromet u Rio de Janeiru.
- Običaj jedenja 12 zrna grožđa u ponoć u Španjolskoj.
- Doček Nove godine 1949. godine.